# Тур Литвы 2024
1-й выпуск  Тура Литвы — шоссейной многодневной велогонки по дорогам Литвы. Гонка прошла с 5 по 9 июня 2024 года в рамках Европейского тура UCI 2024 (категория 2.2).

## Участники
| UCI Continental Teams (7)- Airtox-Carl Ras - Voltas Tartu2024 by CCN - Energus Cycling Team - Motala AIF Serneke Allebike - Dukla Banská Bystrica - Ferei Quick-Panda Podium Mongolia - Voltas-Madaris Cycling Team Национальная сборная- Латвия Любительские, клубные или региональные команды (11)- CeramicSpeed Herning CK Elite - Kujawy Pomorze Cycling Team - Team Kjekkas Elite - ARBÖ Radteam Feld Am See - Sn Vitae Bim Bam Coaching RT - Region Sør - Idrettslaget Stjørdals-Blink - CO:PLAY-Giant Store - Peloton Cycling Team - Top Team - Nikeliuotas Špykis |
| |

## Маршрут
Гонка состояла из пяти этапов общей протяжённостью почти 900 километров.
| Этап | Дата  | Маршрут             | type      | Длина (км) | Победитель             | Лидер генеральной классификации |
| ---- | ----- | ------------------- | --------- | ---------- | ---------------------- | ------------------------------- |
| 1    | 5 июн | Клайпеда – Алитус   | равнинный | 179,2      | Стиан Розенлунд Рихтер | Стиан Розенлунд Рихтер          |
| 2    | 6 июн | Гаргждай – Гаргждай | равнинный | 170        | Мадс Андерсен          | Мадс Андерсен                   |
| 3    | 7 июн | Шилале – Шилале     | равнинный | 190        | Daniel Stampe          | Матиас Ларсен                   |
| 4    | 8 июн | Утена – Утена       | равнинный | 186        | Мартин Лаас            | Мадс Андерсен                   |
| 5    | 9 июн | Алитус – Алитус     | равнинный | 168        | Мартин Лаас            | Мадс Андерсен                   |

## Ход гонки
Победителем первого этапа стал датский велогонщик Стиан Розенлунд, одержав свою первую победу за рубежом.
Второй этап выиграл Мэдс Андерсен, став лидером общего зачёта.
Третий этап также стал успешным для датских велогонщиков, и на этот раз победу одержал Даниел Стампе.

## Лидеры классификаций
| Этап |           | Победитель _           | Генеральная классификация _ |
| ---- | --------- | ---------------------- | --------------------------- |
| 1    | равнинный | Стиан Розенлунд Рихтер | Стиан Розенлунд Рихтер      |
| 2    | равнинный | Мадс Андерсен          | Мадс Андерсен               |
| 3    | равнинный | Daniel Stampe          | Матиас Ларсен               |
| 4    | равнинный | Мартин Лаас            | Мадс Андерсен               |
| 5    | равнинный | Мартин Лаас            | Мадс Андерсен               |
| Итог | Итог      |                        | Мадс Андерсен               |

## Итоговые классификации
| \| Генеральная классификация \| Генеральная классификация \| Генеральная классификация \| Генеральная классификация \| Генеральная классификация \| \| Гонщик \| Гонщик \| Команда \| Время \| \| \| ------------------------- \| ------------------------- \| ------------------------- \| ------------------------- \| ------------------------- \| \| 1-й \| Мадс Андерсен \| Airtox-Carl Ras \| 18ч 01' 09 \| \| \| 2-й \| Kristiāns Belohvoščiks \| UC Monaco \| + 18 \| \| \| 3-й \| Матиас Ларсен \| Airtox-Carl Ras \| + 46 \| \| |                        |                 |            |
| |                        |                 |            |
| Источник: ProCyclingStats |                        |                 |            |
| Генеральная классификация |                        |                 |            |
| Гонщик | Гонщик                 | Команда         | Время      |
| 1-й | Мадс Андерсен          | Airtox-Carl Ras | 18ч 01' 09 |
| 2-й | Kristiāns Belohvoščiks | UC Monaco       | + 18       |
| 3-й | Матиас Ларсен          | Airtox-Carl Ras | + 46       |

| Очковая классификация | Очковая классификация | Очковая классификация             | Очковая классификация | Очковая классификация |
| Гонщик                | Гонщик                | Команда                           | Очки                  |                       |
| --------------------- | --------------------- | --------------------------------- | --------------------- | --------------------- |
| 1-й                   | Мадс Андерсен         | Airtox-Carl Ras                   | 33 очков              |                       |
| 2-й                   | Daniel Stampe         | Airtox-Carl Ras                   | 32 очков              |                       |
| 3-й                   | Мартин Лаас           | Ferei Quick-Panda Podium Mongolia | 32 очков              |                       |

| Очковая классификация | Очковая классификация | Очковая классификация             | Очковая классификация | Очковая классификация |
| Гонщик                | Гонщик                | Команда                           | Очки                  |                       |
| --------------------- | --------------------- | --------------------------------- | --------------------- | --------------------- |
| 1-й                   | Мадс Андерсен         | Airtox-Carl Ras                   | 33 очков              |                       |
| 2-й                   | Daniel Stampe         | Airtox-Carl Ras                   | 32 очков              |                       |
| 3-й                   | Мартин Лаас           | Ferei Quick-Panda Podium Mongolia | 32 очков              |                       |

| Молодёжная классификация | Молодёжная классификация | Молодёжная классификация     | Молодёжная классификация | Молодёжная классификация |
| Гонщик                   | Гонщик                   | Команда                      | Время                    |                          |
| ------------------------ | ------------------------ | ---------------------------- | ------------------------ | ------------------------ |
| 1-й                      | Kristiāns Belohvoščiks   | UC Monaco                    | 18ч 01' 27               |                          |
| 2-й                      | Peder Antoni Gravås      | Idrettslaget Stjørdals-Blink | + 41                     |                          |

| Молодёжная классификация | Молодёжная классификация | Молодёжная классификация     | Молодёжная классификация | Молодёжная классификация |
| Гонщик                   | Гонщик                   | Команда                      | Время                    |                          |
| ------------------------ | ------------------------ | ---------------------------- | ------------------------ | ------------------------ |
| 1-й                      | Kristiāns Belohvoščiks   | UC Monaco                    | 18ч 01' 27               |                          |
| 2-й                      | Peder Antoni Gravås      | Idrettslaget Stjørdals-Blink | + 41                     |                          |

| Командная классификация по времени | Командная классификация по времени     | Командная классификация по времени | Командная классификация по времени |
| Команда                            | Команда                                | Время                              |                                    |
| ---------------------------------- | -------------------------------------- | ---------------------------------- | ---------------------------------- |
| 1-й                                | Airtox-Carl Ras                        | 54ч 03' 06                         |                                    |
| 2-й                                | Ferei Quick-Panda Podium Mongolia Team | + 3' 14                            |                                    |
| 3-й                                | CO:PLAY-Giant Store                    | + 5' 49                            |                                    |

| Командная классификация по времени | Командная классификация по времени     | Командная классификация по времени | Командная классификация по времени |
| Команда                            | Команда                                | Время                              |                                    |
| ---------------------------------- | -------------------------------------- | ---------------------------------- | ---------------------------------- |
| 1-й                                | Airtox-Carl Ras                        | 54ч 03' 06                         |                                    |
| 2-й                                | Ferei Quick-Panda Podium Mongolia Team | + 3' 14                            |                                    |
| 3-й                                | CO:PLAY-Giant Store                    | + 5' 49                            |                                    |